# Église Saint-Pantaléon de Courmayeur
L'église Saint-Pantaléon-et-Saint-Valentin de Courmayeur se situe place abbé Henry (entrée vers la route du Villair), au centre de Courmayeur, dans le haut Valdigne.

## Histoire
Un lieu de culte à cet endroit est signalé depuis 1227, en partie détruit et remplacé par l'église actuelle. Le clocher appartient à la structure originale, remontant aux XIe et XIIe siècles, surmonté par une pointe du XVIe – XVe siècle.
L'édifice actuel, consacré le 13 juillet 1742 par Pierre-François de Sales, évêque d'Aoste, est le fruit des travaux des maçons du Valsesia dirigés par Michel et Jean-Pierre Mourqua et par Pierre Caristia.
Au cours des travaux de renforcement de la structure des années 1997-1999 ont montré que la structure originale repose sur un éboulement, qui a causé sans doute la destruction du premier édifice.

## Description

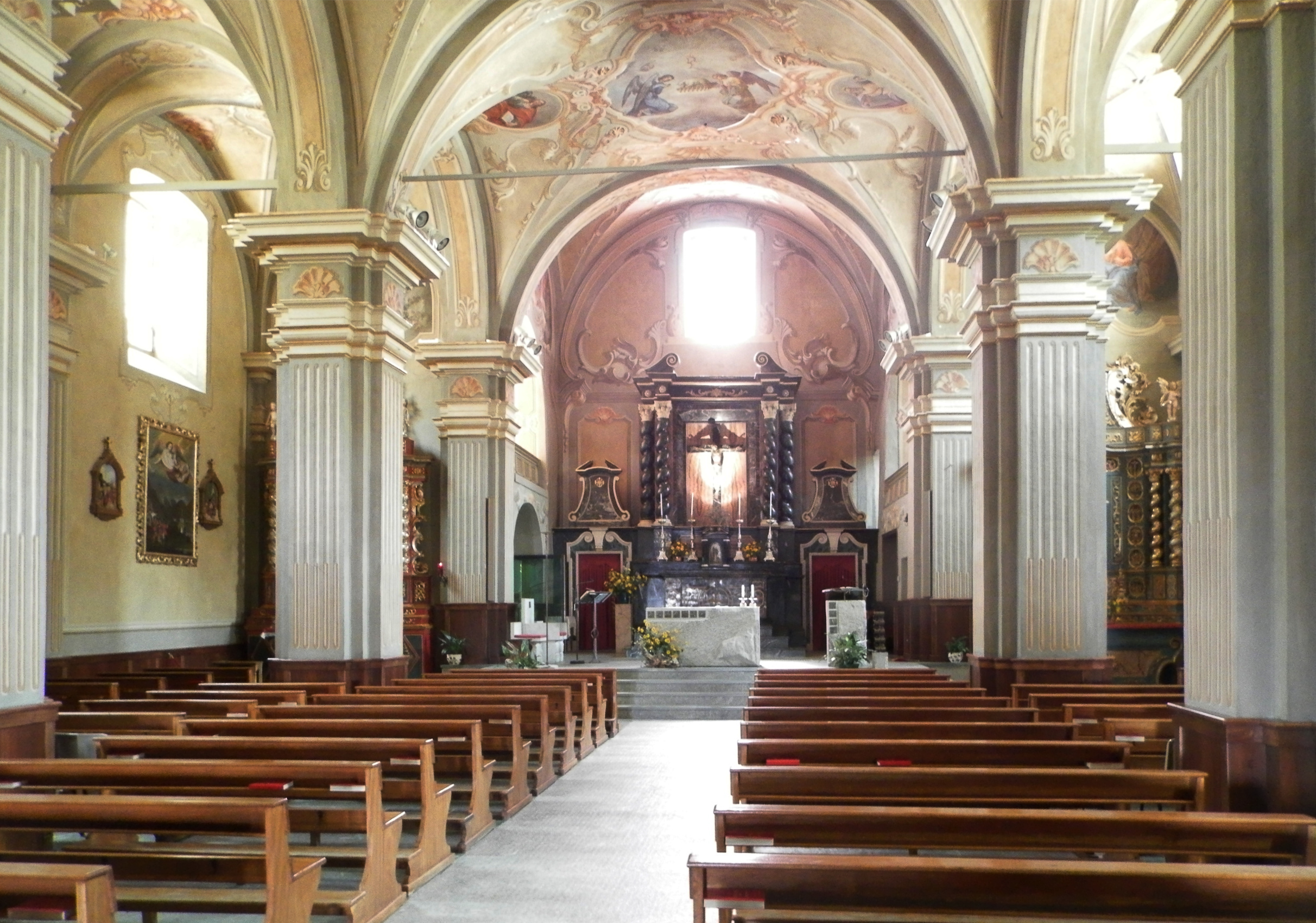
Intérieur de l'église.

### Extérieur
La façade asymétrique est surmontée par une rose avec un escalier et un protiro. Vers la moitié du côté droit se situe une petite terrasse couverte pour la lecture des édits.

### Intérieur
Le plan rectangulaire ne présente pas d'abside et il se développe sur le modèle des églises-halles à trois nefs avec six piliers à lésènes et des arcs plein cintre. Des deux côtés du presbytère se situent un autel dédié à la Vierge du Rosaire, et un second autel dédié à saint Joseph et saint Antoine. Les nefs latérales sont fermées par deux autels (XIXe siècle) dédiés à sainte Rita et au Sacré-Cœur. 
Le tableau de saint Sébastien sur la nef de gauche rappelle le danger évité lors de la peste de 1630 ensemble avec un ex-voto de 1704 de la part de la population pour n'avoir pas subi de graves dommages après les invasions françaises de 1691 et 1704
Les étapes du Chemin de croix remontent au XIXe siècle, tandis que les fonts baptismaux ont été réalisés en 1949.

### Orgue à tuyaux
L'orgue Vegezzi-Bossi opus 363 a été construit en 2012.
Voici sa disposition phonique :
| Premier clavier - Expressif |        |
| Principal doux              | 8'     |
| Cor nocturne                | 8'     |
| Violette chorale            | 4'     |
| Flûte                       | 4'     |
| Nazard                      | 2.2/3' |
| Cantus plenus II-III        | 4'     |
| Petit Cor II                | 2'     |
| Basson                      | 16'    |
| Hautbois-Schalmey           | 8'     |
| Voix céleste                | 8'     |
| Tremolo                     |        |
| Clochettes                  |        |

| Deuxième clavier - Grand orgue |        |
| Cor de chamois                 | 16'    |
| Principal                      | 8'     |
| Viole d'amour                  | 8'     |
| Flûte harmonique               | 8'     |
| Flûte d'octave                 | 4'     |
| Octave                         | 4'     |
| Douzième                       | 2.2/3' |
| Quinzième                      | 2'     |
| Dix-septième                   | 1.3/5' |
| Plein IV                       | 1.1/3' |
| Trompette                      | 8'     |
| Tremolo                        |        |
| Clochettes                     |        |

| Troisième clavier - Positif ouvert |        |
| Petit bourdon                      | 16'    |
| Principal                          | 8'     |
| Bourdon                            | 8'     |
| Octave en cusp                     | 4'     |
| Petit flûte                        | 2'     |
| Flageolet                          | 1'     |
| Plein III                          | 2'     |
| Tertiane II                        | 1.3/5' |
| Violoncelle                        | 8'     |
| Tremolo                            |        |
| Clochettes                         |        |

| Pedales      |     |
| Sous-basse   | 16' |
| Violone      | 16' |
| Basse        | 8'  |
| Contrebasson | 16' |
| Clochettes   |     |